# Cinci zile până mori

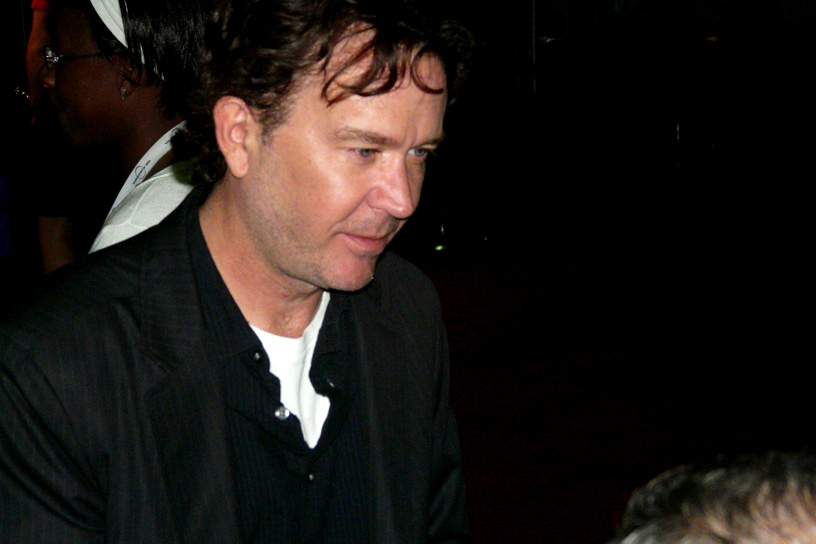
Timothy Hutton, cel care interpretează rolul personajului J. T. Neumeyer

Cinci zile până mori (titlu original în engleză 5ive Days to Midnight, uneori numit Five Days to Midnight) este un mini-serial americano-canadian științifico-fantastic, de mister, thriller, format din cinci părți, care a fost difuzat pe Sci Fi Channel în iunie 2004. A fost regizat de Michael W. Watkins. Timothy Hutton interpretază rolul lui J. T. Neumeyer, un profesor/fizician care descoperă o servietă ce conține documente postdatate și diferite probe care indică că va muri peste cinci zile în viitor. Miniserialul a avut cinci ore în total, inclusiv cu reclame. Primul episod are 1 oră și 20 de minute (fără reclame) și prezintă întâmplările din primele două zile, prima în care găsește servieta și următoarea în care J. T. Neumeyer salvează o femeie de la moarte, deși în dosar scria că va muri lovită de un vechi stejar în timpul furtunii.  Următoarele trei părți, de circa 40 minute (fără reclame) prezintă întâmplările din următoarele trei zile.

## Personaje
- Timothy Hutton  este profesorul J.T. Neumeyer
- Randy Quaid este detectivul Irwin Sikorski
- Kari Matchett este Claudia Whitney, iubita profesorului
- Hamish Linklater este Carl Axelrod
- Angus Macfadyen este Roy Bremmer
- Gage Golightly este Jesse Neumeyer
- Nicole de Boer este Chantal Hume
- David McIlwraith este Brad Hume